# Richard Bernard

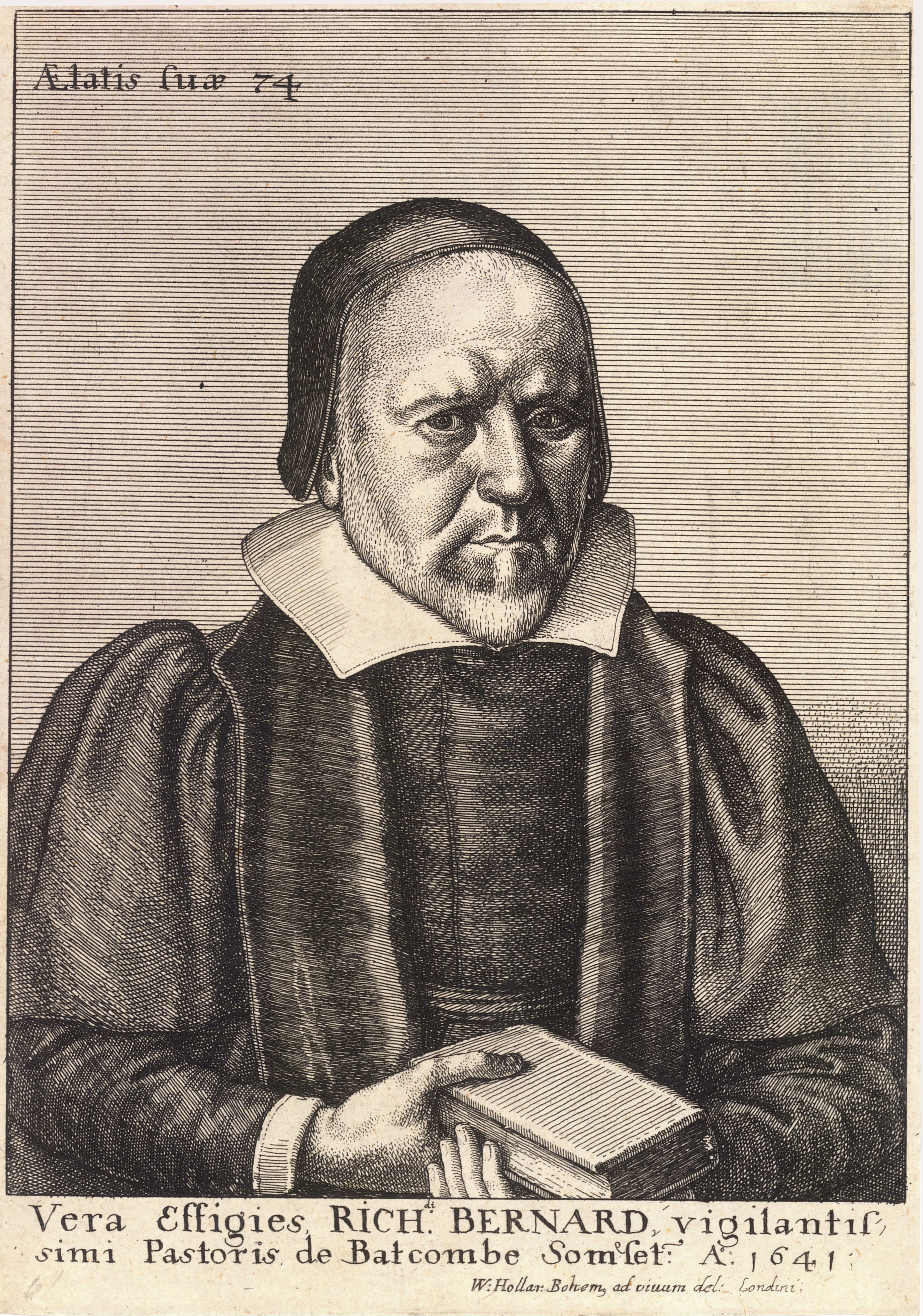
Gravura de Richard Bernard por Wenceslas Hollar

Richard Bernard (Epworth, Lincolnshire, 1568 — 1641) foi um sacerdote puritano e teólogo inglês.
Bernard recebeu sua educação na universidade Christ's College, em Cambridge, onde se matriculou em 1592, obteve o bacharelado. Ele se casou em 1601 e teve seis filhos. De 1612-1641 viveu em Somerset e pregou em Batcombe.
Bernard foi um puritano calvinista, mas um moderado. Bernard defendeu uma abordagem alegre à vida, em vez da disposição mais sério e piedoso que foi incentivado na época. Bernard escreveu:
"Há um tipo de sorriso e risos alegres ... ... que pode estar com a piedade dos melhores do homem."
Nas suas Pregações ele flertou com inconformismo quanto a Igreja Anglicana. Ele perdeu o emprego durante sua dissidência no trabalho em 15 de março de 1605. Ele formou a sua própria congregação com cerca de 100 em 1606 em uma igreja separatista, mas depois voltou ao seu posto na freguesia de trabalho em 1607. Ele ainda se recusou a fazer o sinal da cruz durante o batismo, entretanto. Isto levou a ser levadas aos tribunais da Igreja de novo em 1608 e 1611.
Quando ele estava no trabalho ele e associados conhecidos puritanos William Brewster (1567-1644), um dos passageiros do Mayflower, e John Robinson (1575-1625), que organizou a viagem Mayflower.
Bernard escreveu um manual para os ministros influentes intitulado O Shepheard Faithfull e sua prática, que foi publicado em 1607 e 1621. Seu livro mais popular foi a Ilha de Man (1627), que passou por 16 edições até 1683.
Ele escrevia freqüentemente contra a separação, que o colocou em conflito com Robinson e as igrejas da Nova Inglaterra.
Sua filha Maria casou-se com Roger Williams, co-fundador do estado de Rhode Island, em 1629. Roger e Mary Williams emigraram para o Novo Mundo em 1631.